# راکوآل دل روزاریو
راکوآل دل روزاریو (به انگلیسی: Raquel del Rosario) (زاده ۳ نوامبر ۱۹۸۲) خواننده اسپانیایی است.
او عضو گروه السونو دی مورفئو است. 